# 임주연
임주연(1976년 4월 9일 ~ )은 대한민국의 만화가이다. 1999년 8월 단편 〈어느 비리 공무원의 고백〉으로 만화잡지 《issue》(이슈)에서 공모전 가작으로 데뷔하였다. 데뷔 이래 《issue》에서 주로 작품활동을 하고 있으며 2014년 현재 《Pure Crown》(퓨어 크라운)을 연재중이다. 만화가 데뷔전 통신매체에서 판타지 소설 《서랍 속의 어드벤처》를 연재해 출판한 적이 있다.

## 작품 세계
임주연의 작품들을 살펴보면 작품 서로간에 등장인물이 겹치거나 같은 세계관을 공유하는 경우를 자주 볼 수 있다. 가장 밀접한 관계를 맺는 것은 'CAST 시리즈'와 《Ciel》의 경우로, 이 둘은 같은 세계관을 공유하는데다 일부 등장인물이 겹치고 있다. 'CAST 시리즈'는 독립된 이야기를 구축하고있지만 후에 《Ciel》의 프리퀄(prequel)이 되었다.
그 밖에 세계관은 다르지만 동일한 등장인물이 나오는 경우를 나열해 보면, 《악마의 신부》의 등장인물 '유희'는 《소녀교육헌장》에 이어 《Ciel》에서 다시 출연하였다. 소설《서랍 속의 어드벤쳐》의 등장인물 '키리에'와 '베네딕트'가 《Ciel》에 등장한다. 또한 《Ciel》에 '스노우 화이트'와 '크리스티안'이 출연하지만 이는 《소녀교육헌장》의 '백설희'와 '강무현'과 내용적으로 별 관련이 없다. 이러한 경우는 클램프의 《츠바사: RESERVoir CHRoNiCLE》에서도 찾아볼 수 있는데, 해당작품의 주인공들은 클램프의 다른 작품 《카드캡터 사쿠라》의 주인공들이기도 하지만 전혀 다른 인물이다.

## 작품 목록

### 만화

#### 단편
| 작품명                     | 연재                  | 출판                                                              | 특징                                                  |
| -------------------------- | --------------------- | ----------------------------------------------------------------- | ----------------------------------------------------- |
| 〈어느 비리공무원의 고백〉 | 《issue》             | 단편집《어느 비리공무원의 고백》 애장판《어느 비리공무원의 고백》 | 1999년 제4회 이슈.화이트 수퍼만화대상 가작수상        |
| 〈HOW TO LOVE 파파〉       | 《issue》             | 단편집《어느 비리공무원의 고백》 애장판《어느 비리공무원의 고백》 |                                                       |
| 〈Over the centuries〉     | 《issue》             | 단편집《어느 비리공무원의 고백》                                  |                                                       |
| 〈악의 꽃〉                | 《issue》             | 단편집《어느 비리공무원의 고백》 애장판《어느 비리공무원의 고백》 |                                                       |
| 〈Fantasy Road〉           | 《issue》             | 애장판《어느 비리공무원의 고백》                                  | 컬러 에스프리                                         |
| 〈겨울의 문〉              | 《issue》             | 애장판《악마의 신부》                                             | 컬러 에스프리, 《Ciel》도터&제뉴어리 파트의 계기가 됨 |
| 〈상록수〉                 | 《issue》             | 단편집《악마의 신부》 애장판《악마의 신부》                       |                                                       |
| 〈Dreaming Beauty〉        | 《해피》2002년 5월호  | 애장판《어느 비리공무원의 고백》                                  | 8page 땜빵용 단편                                     |
| 〈SANTUARY〉(성역)         | 《issue》2007년       | 엔솔로지《純愛普 2》                                              | 《issue》 순애보 2탄 연작                             |
| 〈천년도 당신 눈에는〉     | 《issue》2010년 4월호 | 엔솔로지《純愛普 4》                                              | 《issue》 순애보 4탄 연작                             |

#### 중편 'CAST 시리즈'
| 작품명             | 연재      | 출판                                                              | 특징          |
| ------------------ | --------- | ----------------------------------------------------------------- | ------------- |
| 〈꿈 도마뱀 사냥〉 | 《issue》 | 단편집《어느 비리공무원의 고백》 애장판《어느 비리공무원의 고백》 | 컬러 에스프리 |
| 〈CAST〉           | 《issue》 | 단편집《어느 비리공무원의 고백》 애장판《어느 비리공무원의 고백》 | 3부작 연재    |
| 〈START〉          | 《issue》 | 단편집《어느 비리공무원의 고백》 애장판《어느 비리공무원의 고백》 | 4컷만화       |

#### 장편
| 작품명                                     | 연재                                                       | 출판                                        | 특징                             |
| ------------------------------------------ | ---------------------------------------------------------- | ------------------------------------------- | -------------------------------- |
| 《악마의 신부 ~사립 그노시스 특수목적고~》 | 《issue》2000년 12월 15일자 ~ 2001년 8월 15일자            | 단편집《악마의 신부》 애장판《악마의 신부》 | 전17장, 단행본에 에필로그 추가됨 |
| 《소녀교육헌장》                           | 《issue》2002년 3월 ~ 2004년                               | 전7권                                       | 단행본에 한 회 추가됨            |
| 《Ciel ~The Last Autumn Story~》(씨엘)     | 《issue》2004년 11월 25일자 ~ 2013년 10월호(8월 25일 발행) | 전23권                                      |                                  |
| 《Pure Crown》(퓨어 크라운)                | 《issue》2014년 2월호(2013년 11월 25일 발행) ~             | 1권 ~                                       | 연재중, 마법소녀물               |

### 소설
- 《서랍 속의 어드벤처》

통신연재, 출판사와 트러블이 생겨서 미완

### 기타
- 《한국판 뉴타입》몇 년 몇월호 'FANSION BEAT'코너

FILA 2000년 봄여름 콜렉션과 도도화장품의 PASCO의 협찬으로〈CAST〉출연진 카를라, 시에라, 알레그로, 크로히텐 출연
- 《임주연의 유저 사용기》

《한국판 뉴타입》2003년 7월호~ 몇 년 몇월호 '뉴타입 프레스 코너'에서 연재

## 관련 지식
- 〈어느 비리공무원의 고백〉은 'X-File 패러디'로 여주인공 이름 '다이안'은 '다나 스컬리'에서 왔다. 남주인공 이름 '히드'는 눈이 '머리칼에 숨어있다(hide)'는 뜻에서 나왔다. 스캐너 국장님은 이 만화로 탄 상금으로 컴퓨터와 '스캐너'를 살 수있었기 때문에 붙여졌다.
- 〈over the centuries〉의 남주인공 이름 '로이'는 만화가 고병규의 작품〈파이팅 브라더〉의 주인공 이름에서 따왔다. '소녀'가 머리에 총을 쏜 직후의 장면은 잔인함을 이유로 콘티 과정에서 잘렸다.
- 《악마의 신부》의 '우설아'는 '웃어라'에서 나왔다.
- 《서랍 속의 어드벤처》의 주인공 '석영'의 캐리커쳐가 옛날에 작가 웹페이지에서 《서랍 속의 어드벤처》배너그림으로 공개된 적이 있느나 현재는 해당페이지가 없어졌다.
- 《Ciel ~The Last Autumn Story~ 》는 일본 만화잡지 《월간 윙스》(月刊ウィングス)에서 초반권이 연재된 적이 있다. 실험적으로 1권 분량을 연재하기로 계약하고 인기가 좋으면 지속하기로 하였는데 현재는 단행본만 출간되고 있다.
- 유희는 작가가 속한 천주교 교리 '신은 어디에나 계시며', '가장 미천한 자의 모습으로 나타난다'의 반영이며 등장해도 활약하지 않는다고 한다.[6]

## 출판 목록
- 《서랍 속의 어드벤처》

1권〈히로인 납치〉, 2001년 7월 7일 초판발행, 자음과 모음, ISBN 89-8447-381-2
2권〈아침에, 창을 열었을 때〉, 2001년 8월 22일 초판발행, 자음과 모음, ISBN 89-8447-382-0
3권〈엄마를 위한 자장가〉, 2001년 11월 30일 초판발행, 자음과 모음, ISBN 89-8447-383-9
- 《어느 비리공무원의 고백》

단편집, 2001년 8월 1일 초판발행, 대원씨아이, ISBN 89-528-0845-2, 수록작품(꿈 도마뱀 사냥, CAST, 어느 비리 공무원의 고백, How to love 파파, Over the centuries, 악의 꽃, START, 그들은 사실 이런 자들이었다)
애장판, 2010년 10월 31일 초판발행, 대원씨아이, ISBN 978-89-252-6953-5, 수록작품(Fantasy Road, 꿈 도마뱀 사냥, CAST, 어느 비리 공무원의 고백, 악의 꽃, How to love 파파, START, 그들은 사실 이런 자들이었다, Dreaming Beauty)
- 《악마의 신부 ~사립 그노시스 특수목적고~ 》

단편집, 2001년 8월 14일 초판발행, 대원씨아이, ISBN 89-528-2841-0, 수록작품(악마의 신부, 상록수)
애장판, 2010년 10월 31일 초판발행, 대원씨아이, ISBN 978-89-252-6952-8, 수록작품(겨울의 문, 악마의 신부, 상록수)
- 《소녀교육헌장》

1권, 2002년 6월 15일 초판발행, 대원씨아이, ISBN 89-528-4392-4
2권, 2002년 10월 15일 초판발행, 대원씨아이, ISBN 89-528-5147-1
3권, 2003년 2월 28일 초판발행, 대원씨아이, ISBN 89-528-5640-6
4권, 2003년 6월 30일 초판발행, 대원씨아이, ISBN 89-528-6173-6
5권, 2003년 11월 15일 초판발행, 대원씨아이, ISBN 89-528-6612-6
6권, 2004년 3월 15일 초판발행, 대원씨아이, ISBN 89-528-7411-0
7권, 2004년 8월 30일 초판발행, 대원씨아이, ISBN 89-528-8150-8
- 《Ciel ~The Last Autumn Story~ 》(씨엘)

1권, 2005년 4월 22일 초판발행, 대원씨아이, ISBN 8925233150
2권, 2005년 7월 30일 초판발행, 대원씨아이, ISBN 895289653X
3권, 2005년 11월 15일 초판발행, 대원씨아이, ISBN 8959632775
4권, 2006년 4월 25일 초판발행, 대원씨아이, ISBN 8959638684
5권, 2006년 9월 23일 초판발행, 대원씨아이, ISBN 8925203847
6권, 2007년 2월 27일 초판발행, 대원씨아이, ISBN 8925244187
7권, 2007년 8월 30일 초판발행, 대원씨아이, ISBN 8925244195
8권, 2008년 1월 29일 초판발행, 대원씨아이, ISBN 9788925222868
9권, 2008년 6월 20일 초판발행, 대원씨아이, ISBN 9788925229966
10권, 2008년 11월 19일 초판발행, 대원씨아이, ISBN 9788925236476
11권, 2009년 3월 30일 초판발행, 대원씨아이, ISBN 9788925242088
12권, 2009년 8월 31일 초판발행, 대원씨아이, ISBN 9788925249551
13권, 2009년 12월 31일 초판발행, 대원씨아이, ISBN 9788925254104
- 《순애보》